# Firhill Stadium
Firhill Stadium – stadion piłkarski znajdujący się w Glasgow, w Wielkiej Brytanii. Został oddany do użytku w 1909. Od tego czasu swoje mecze na tym obiekcie rozgrywa zespół Partick Thistle F.C. Jego pojemność wynosi 10 887 miejsc (wszystkie siedzące). Rekordową frekwencję, wynoszącą 49 838 osób, odnotowano w 1922 podczas meczu ligowego pomiędzy zespołem gospodarzy a Rangers F.C.